# Vienna Open (Grand Prix)
Il Vienna Open è stato un torneo di tennis facente parte del Grand Prix giocato nel 1980 a Vienna in Austria su campi in terra rossa.

## Albo d'oro

### Singolare
| Anno | Vincitore     | Finalista  | Punteggio       |
| ---- | ------------- | ---------- | --------------- |
| 1980 | Ángel Giménez | Tomáš Šmíd | 1–6, 1–1 ritiro |

### Doppio
| Anno | Vincitori                                | Finalisti               | Punteggio |
| ---- | ---------------------------------------- | ----------------------- | --------- |
| 1980 | Gianni Ocleppo Christophe Roger-Vasselin | Pavel Složil Tomáš Šmíd | abbandono |